# Usina Hidrelétrica Melissa
A Usina Hidrelétrica Melissa é uma usina hidrelétrica localizada entre os municípios de Nova Aurora e Corbélia, no interior do estado do Paraná, Brasil. É classificada como uma pequena central hidrelétrica (PCH) e está situada no curso do rio Melissa. Seu complexo abrange uma área de 0,93 km², dos quais 0,1 km² constituem o reservatório e 0,92 km² compõem áreas remanescentes referentes à usina.
É administrada pela Companhia Paranaense de Energia (Copel) e foi construída entre 1960 e 1966, devido ao aumento da demanda energética no oeste paranaense, entrando em operação em 1962. Em 1995, passou por um processo de semi-automatização.